# Valie Export
Valie Export, pseudonimo di Waltraud Lehner (Linz, 14 maggio 1940), è un'artista e performance artist austriaca.
Il suo lavoro artistico spazia tra installazioni video, body performances, animazione, fotografia, scultura e pubblicazioni relative all'arte contemporanea, presentando una forte componente ideologica. Le sue prime esibizioni di guerrilla sono diventate iconiche nella storia dell'arte femminista.

## Biografia
Rimasta orfana del padre, morto in Africa durante la seconda guerra mondiale, cresce con la madre e le tre sorelle; studia in un convento fino a 14 anni. Successivamente frequenta i corsi di pittura, disegno e design alla National School for Textile Industry di Vienna, e lavora per breve tempo come aiuto sceneggiatrice. L'ambiente spiccatamente femminile che frequenta la induce a riflettere sul ruolo della donna nella società. Negli anni '70 partecipa al movimento femminista austriaco; questo deve fare i conti con una società ancora fortemente influenzata dal passato nazista.
Lei stessa, prima della sua rivoluzione politica e artistica,  è una madre e una moglie. Nel 1967, cambia il suo nome in VALIE EXPORT (scritto in lettere maiuscole, come un logo artistico) eliminando i cognomi di suo padre e di suo marito e appropriandosi di un nuovo cognome ispirato da una nota marca di sigarette. In una conversazione con Gary Indiana per la rivista BOMB, ha descritto la sua scelta di cambio di nome.
Con questo gesto di autodeterminazione, si fa conoscere nella scena artistica viennese, dominata dall'arte performativa degli artisti di Vienna come Hermann Nitsch, Günter Brus, Otto Mühl e Rudolf Schwarzkogler.
Al pari dei suoi colleghi uomini, sottopone il suo corpo al dolore e al pericolo in azioni volte a sfidare il conformismo della cultura austriaca del dopoguerra. A contraddistinguere il suo progetto come femminista è l'analisi dei modi in cui le relazioni di potere insite nelle rappresentazioni dei media incidono sui corpi e sulla coscienza delle donne. Raccoglie le sue dichiarazioni sul tema del corpo femminile in "Women's Art a Manifesto" scritto per la mostra del 1972 MAGNA, Feminism: Art and Creativity: "lascia parlare le donne in modo che possano ritrovare se stesse, questo è ciò che chiedo per ottenere un'immagine autodefinita di noi stessi e quindi una diversa visione della funzione sociale delle donne".  In questo stesso Manifesto afferma anche che "l'arte può essere intesa come un mezzo della nostra auto-definizione che aggiunge nuovi valori alle art, questi valori, trasmessi attraverso il processo culturale, altereranno la realtà verso una sistemazione dei bisogni femminili ".
Si trasferisce in Germania, dove dal 1995 ha una cattedra di performance multimediali all'Academy of Media Arts di Colonia.

## Le opere

### Aktionshose: Genitalpanik
Nella sua performance del 1968 Aktionshose: Genitalpanik (Action Pants: Genital Panic)  indossando pantaloni tagliati all'altezza del pube e imbracciando una mitragliatrice, cammina tra il pubblico con i genitali esposti. La performance si è svolta in un cinema porno a Monaco ed è stata riproposta a Vienna nel 1969 documentata dalle fotografie di Peter Hassmann. L'azione vuole far riflettere sul ruolo passivo delle donne nel cinema. La performance viene ripresa e riproposta da Marina Abramovic nel 2005 nella mostra Seven Easy Pieces.

### Tapp-und Tastkino
In questa performance, che esegue di fronte ai cinema di dieci città europee dal 1968 al 1971, indossa sulla parte superiore del corpo nudo, un costume costituito da una scatola aperta sul fronte. I passanti, quindi, sono invitati ad inserire le mani nella scatola mantenendo il contatto visivo con i suoi occhi, azione che allude ad un cinema in cui paradossalmente si può toccare ma non vedere. I media rispondono a questo lavoro con stupore e riprovazione fino a paragonarla ad una novella strega. L'azione vuole denunciare lo sfruttamento del corpo femminile nel mondo del cinema, ritenuta un'esperienza essenzialmente voyeuristica. In questa performance, al contrario, la donna prende il controllo e offre liberamente se stessa, a dispetto delle regole sociali. Il "pubblico" non ha solo un contatto diretto e tattile con un'altra persona, ma lo fa visto dalle altre persone presenti.

### Body Sign Action
La fotografia del 1970 "Body Sign Action" mostra la coscia sinistra dell'artista dove si vede un tatuaggio della clip di una giarrettiera attaccata ad un frammento di calza: in questo contesto la giarrettiera diventa simbolo di una forma remissiva di seduzione.

### Facing a Family
Il filmato originariamente trasmesso dal programma televisivo austriaco Kontakte il 2 febbraio 1971 è stato uno dei primi esempi di trasmissione di video arte. Mostra una famiglia austriaca borghese che guarda la TV mentre cena. Viene trasmesso la sera, quando le altre famiglie della classe media guardano il programma, riconoscendo così la stessa esperienza. L'obiettivo, quindi, è quello di evidenziare la relazione tra soggetto, spettatore e televisione.

### Remote, remote
Nel cortometraggio del 1973 "Remote, Remote" Valie Export scava le sue cuticole con un coltello per dodici minuti, ferisce il proprio corpo ponendosi contro gli standard di bellezza richiesti dalla società.

### Invisible Adversaries
Unsichtbare Gegner, o Invisible Adversaries, è un film d'autore dal tema fantascientifico, realizzato nel 1977. Protagonisti sono gli innamorati Peter e Anna. Tormentata dalle sue paure, Anna è convinta che la sua città (Vienna) sia invasa dagli alieni. La paura del tutto immotivata che la porterà alla rottura con l'innamorato e alla pazzia. Un altro suo film del 1985,The Practice of Love, ha partecipato al trentacinquesimo Festival internazionale del cinema di Berlino.

### Syntagma
In Syntagma, del 1983 utilizza diverse tecniche di montaggio cinematografico - ad esempio raddoppiando il corpo attraverso sovrapposizioni. Il cortometraggio parte dalla convinzione che il corpo femminile sia stato manipolato dagli uomini attraverso l'arte e la letteratura. In un'intervista con "Interview Magazine", discute il suo film, Syntagma affermando che il corpo femminile è sempre stato considerato come un sintagma, come un'unione di singole parti.

## Filmografia

### Regista
- Unsichtbare Gegner (1977)